# Hvidklire
Hvidkliren (Tringa nebularia) er en 30-35 cm lang sneppefugl, der vejer 125-300 g.
| Fugl | Spire Denne artikel om fugle er en spire som bør udbygges. Du er velkommen til at hjælpe Wikipedia ved at udvide den. |